# Rừng sương mù

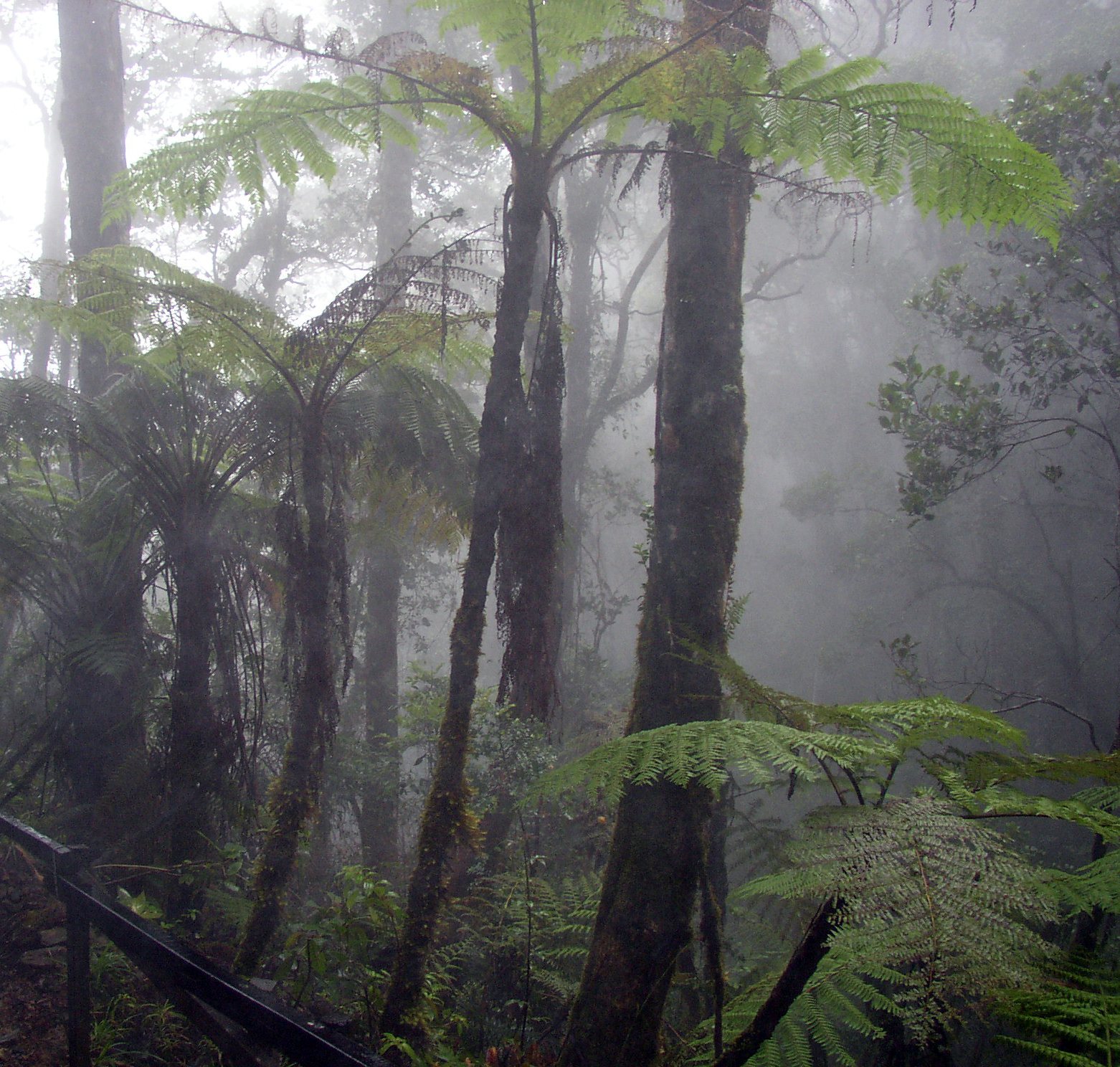
Cây dương xỉ trong một khu rừng mây trên núi Kinabalu, Borneo

Rừng mây mù hay rừng sương mù thường là rừng thường xanh nhiệt đới hay cận nhiệt đới, trên vùng núi ẩm ướt, đặc trưng bởi lớp mây tầng thấp bao phủ, có thể lâu dài, thường xuyên hoặc theo mùa, thường ở tầng tán chính. Rừng sương mù thường biểu lộ sự phong phú các loại rêu bao phủ mặt đất và thảm thực vật, do đó chúng cũng thường được xem là rừng rêu. Các rừng rêu thường phát triển tại các đèo yên ngựa trên núi, nơi mà hơi nước được đưa vào bởi sự lắng đọng của các đám mây được giữ lại có hiệu quả hơn.

## Sự phân bố và khí hậu

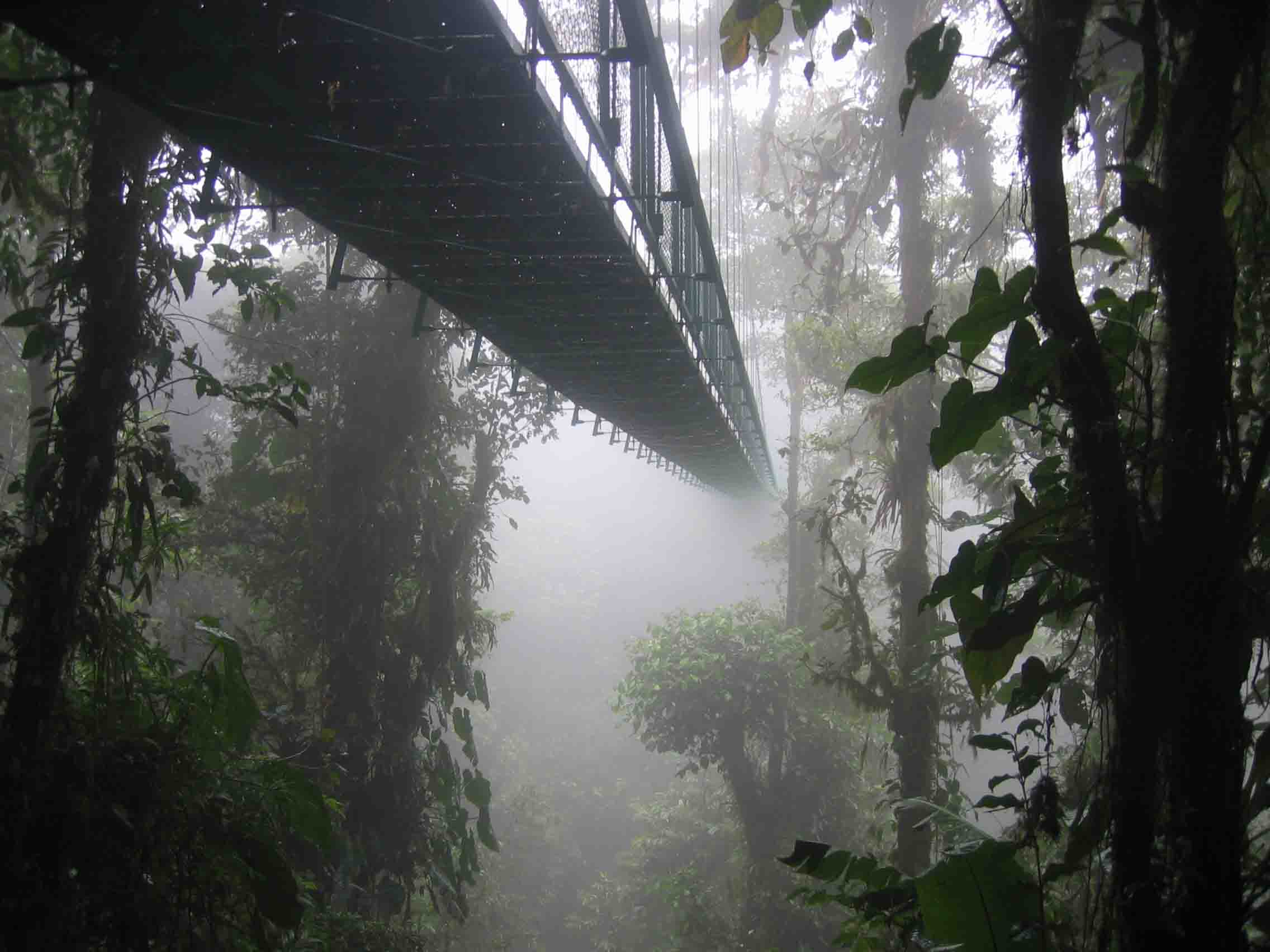
Một trong những cây cầu treo tại khu bảo tồn rừng sương mù Monteverde, ở Monteverde, Costa Rica.

Tùy thuộc vào khí hậu khu vực, chịu ảnh hưởng bởi khoảng cách đến biển, sự lộ diện và vĩ độ (từ 23 độ vĩ Bắc đến 25 độ vĩ Nam), độ cao biến đổi từ 500 m đến 4.000 m trên mực nước biển. Thường thì có một dải độ cao tương đối nhỏ mà khí quyển môi trường phù hợp cho rừng sương mù phát triển. Điều này được đặc trưng bởi sương mù lâu dài tại tầng thảm thực vật, gây ra sự giảm ánh sáng mặt trời trực tiếp và do đó giảm sự thoát – bốc hơi nước. Bên trong các khu rừng sương mù, hầu hết hơi nước ở trên cây là ở dạng giọt sương, nơi mà sương mù ngưng tụ lại trên lá cây rồi rơi xuống mặt đất bên dưới.
Lượng mưa hàng năm có thể dao động từ 500 đến 10000 mm và nhiệt độ trung bình là từ 8 đến 20 độ C.
Trong khi rừng sương mù là thuật ngữ được sử dụng rộng rãi nhất hiện nay, thì ở một số vùng, những hệ sinh thái hay các kiểu rừng sương mù đặc biệt này lại được gọi là rừng rêu, rừng lùn, bụi cây miền núi, và rừng sương mù lùn.
Định nghĩa rừng sương mù có vẻ khá mơ hồ, với nhiều nước không sử dụng thuật ngữ này (hay sử dụng các thuật ngữ khác như rừng miền núi châu Phi, rừng mưa vùng núi cao, rừng nguyệt quế vùng núi, hay các thuật ngữ địa phương hóa hơn chẳng hạn như yungas ở Bolivia, và laurisilva ở vùng đảo Đại Tây Dương), và đôi khi rừng cận nhiệt đới hay kể cả rừng ôn đới mà các điều kiện khí tượng tương tự xuất hiện thì cũng được xem là rừng sương mù.
Chỉ có 1% đất rừng toàn cầu là rừng sương mù.
Các khu vực quan trọng có rừng sương mù là ở Trung Mỹ và Nam Mỹ, Đông Phi và Trung Phi, Indonesia, Malaysia, Philippines, Papua New Guinea, và Vùng Caribe.

## Rừng sương mù ôn đới
Dù không được chấp nhận rộng khắp như là rừng sương mù thật sự, vài khu rừng ở các vùng ôn đới có nét tương đồng cao với rừng sương mù nhiệt đới. Thuật ngữ này dễ gây nhầm lẫn thêm nữa vì đôi khi rừng sương mù ở các nước nhiệt đới được xem như là "rừng ôn đới" do khí hậu mát mẻ đi kèm với các khu rừng sương mù.

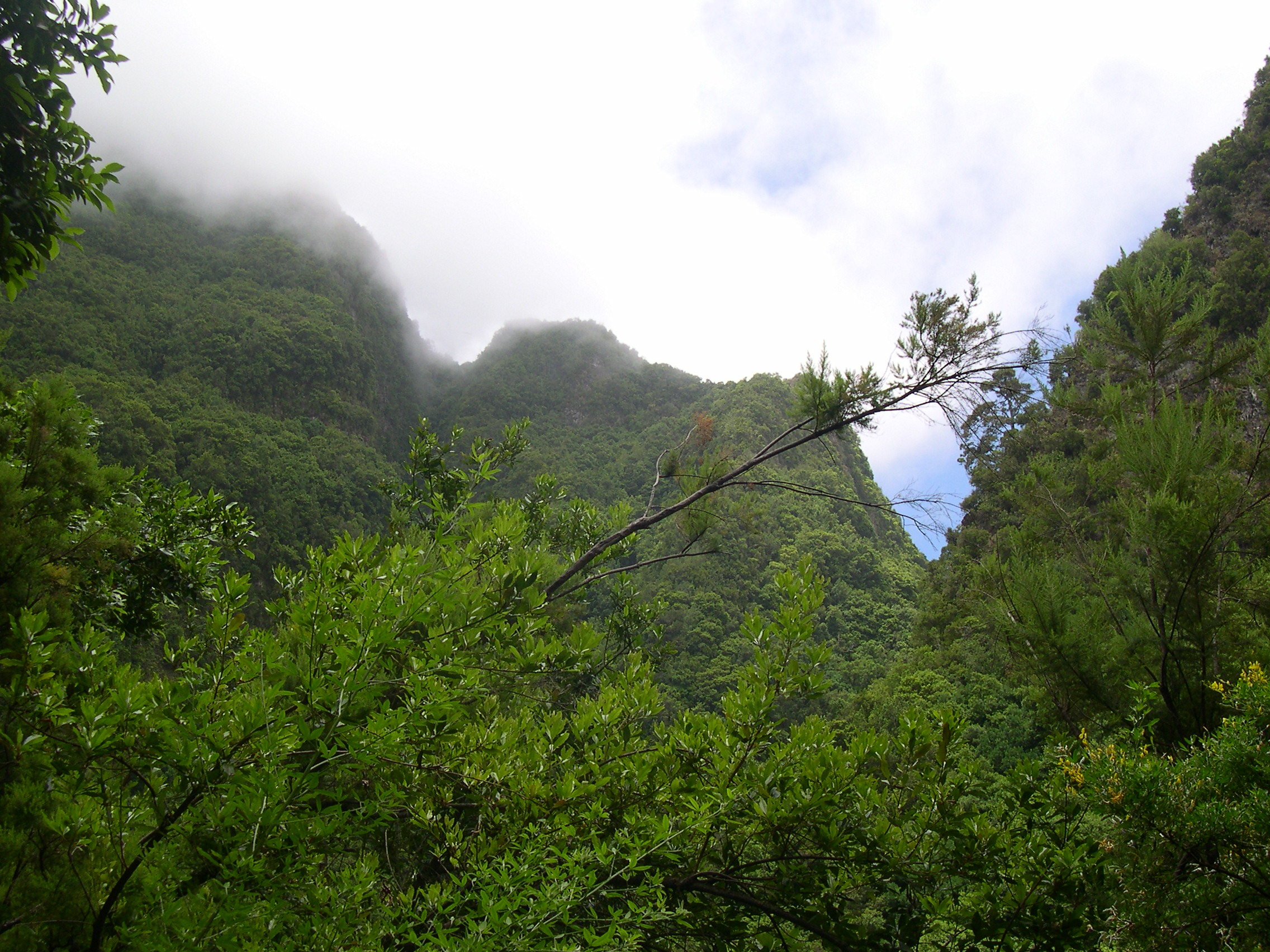
Rừng sương mù ôn đới ở La Palma, Quần đảo Canaria

## Đặc điểm

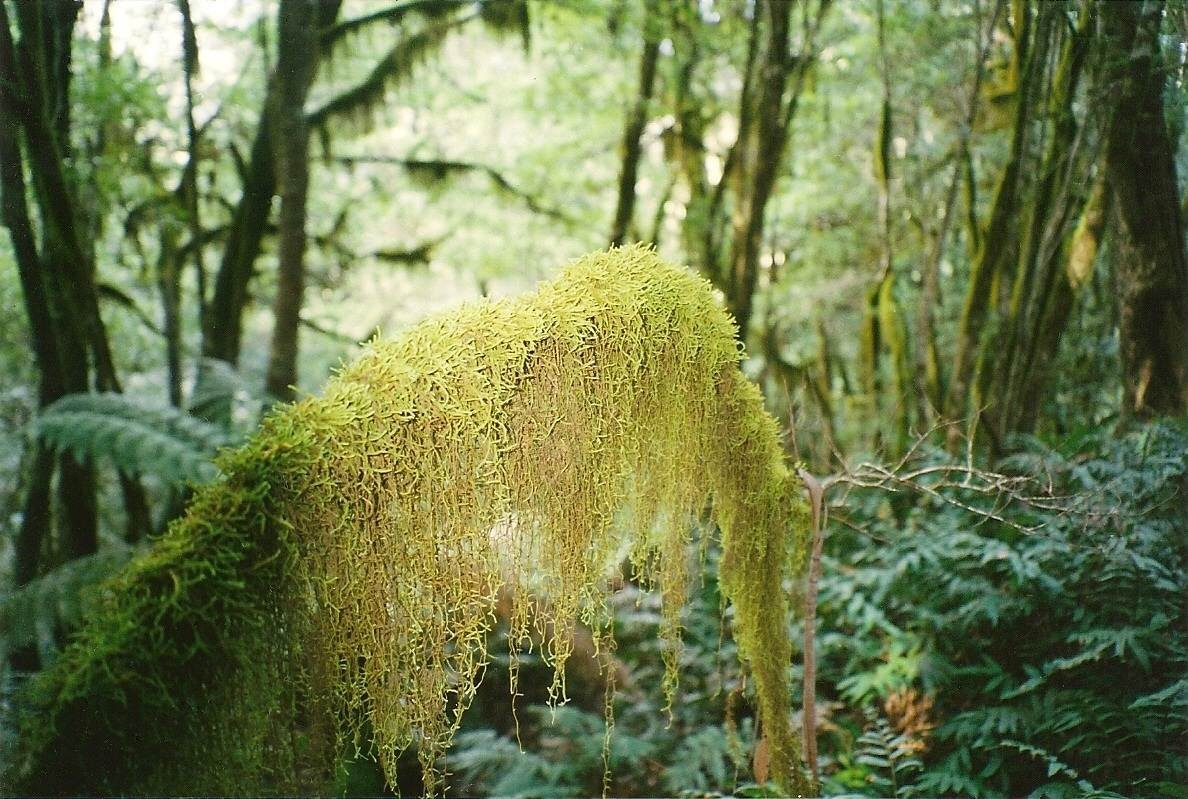
Rêu mọc treo trên cây trong rừng mưa ôn đới mát ẩm tại công viên quốc gia Budawang, Úc

So sánh với các khu rừng ẩm ướt nhiệt đới ở cao độ thấp hơn, rừng sương mù cho thấy sự giảm đi về độ cao của cây kết hợp với mật độ cành tăng lên hẳn và thường có sự đa dạng về các loài cây thân gỗ ít hơn. Cây ở các vùng này về mặt tổng quan thường thấp hơn và nhiều cành nhánh hơn là ở các khu rừng tại độ cao thấp cũng trong một vùng, thường với thân và cành có mấu, tạo thành các ngọn cây dày đặc chen chúc nhau. Lá của chúng trở nên nhỏ, dày và cứng hơn theo độ cao tăng dần. Độ ẩm cao tạo điều kiện cho sự phát triển sinh khối và tính đa dạng hóa của thực vật biểu sinh, cụ thể là các loài rêu, địa y, dương xỉ (bao gồm dương xỉ màng - filmy fern), cây họ dứa và các loài lan. Số lượng các loài thực vật đặc hữu có thể rất cao.
Một điểm nổi bật quan trọng của rừng sương mù là các ngọn cây có thể chắn được hơi ẩm từ mây bị đưa đi bởi gió, một phần trong đó sẽ rơi xuống mặt đất. Những giọt sương này xuất hiện khi các giọt nước từ sương bám vào gai hay lá của cây hoặc các vật khác, kết hợp lại thành các giọt lớn hơn và rơi xuống mặt đất. Điều này có thể là một sự đóng góp quan trọng vào vòng tuần hoàn nước.
Do lượng nước cao trong đất, bức xạ mặt trời giảm và tốc độ phân hủy, tạo khoáng chất thấp, nên độ axít của đất rất cao, với nhiều mùn và than bùn hình thành ở tầng đất trên.
Stadtmuller (1987) phân biệt hai kiểu rừng sương mù miền núi nhiệt đới tổng quát như sau:
- Khu vực với lượng mưa hàng năm cao do bị mây bao phủ thường xuyên đi kèm với những cơn mưa lớn và đôi khi kéo dài trên núi; Những khu rừng này có các đặc điểm dễ nhận thấy như: tầng tán chính, rất nhiều thực vật biểu sinh, và một lớp than bùn dày mà có thể trữ được nhiều nước và kiểm soát dòng nước chảy;
- Ở các vùng khô ráo hơn với các cơn mưa theo mùa, sự tước đoạt nước từ mây có thể chiếm phần lớn lượng hơi ẩm cho thực vật.

## Sự quan trọng của rừng sương mù

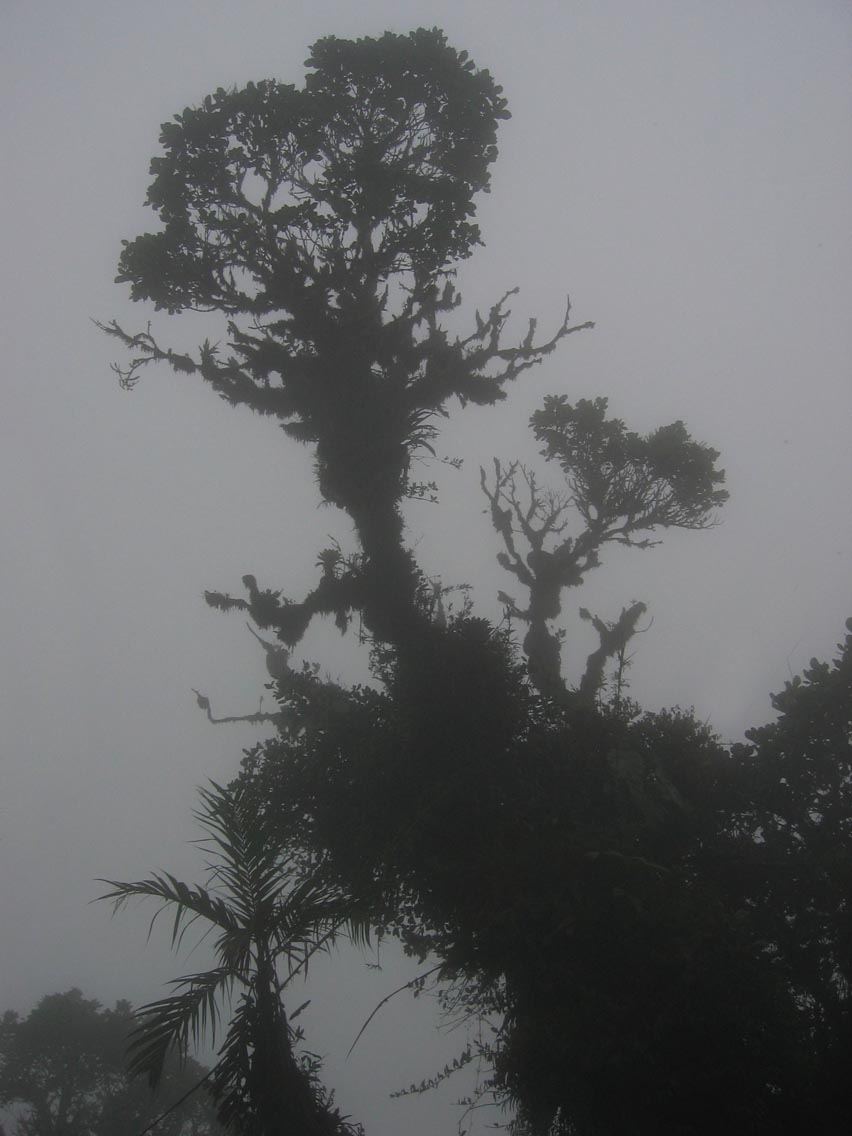
Phần rìa ở bên phía Panama của Công viên quốc tế La Amistad

- Chức năng phân chia dòng nước: Bởi vì sự tước đoạt nước từ mây, lượng mưa hữu hiệu có thể tăng gấp đôi trong mùa khô và tăng lượng mưa trong mùa mưa lên khoảng 10%.[6][14] Những thí nghiệm của Costin và Wimbush (1961) cho thấy rằng các tầng tán chính của các khu rừng không mây mù chắn lại và làm bốc hơi nhiều hơn 20% lượng mưa so với rừng sương mù, có nghĩa là vòng tuần hoàn nước sẽ mất đi lượng nước trên mặt đất.
- Thảm thực vật: Rừng sương mù miền núi nhiệt đới không có nhiều loài như rừng nhiệt đới đồng bằng, nhưng đó là môi trường sống cho những loài không thể tìm thấy ở nơi nào khác được.[15][16] Ví dụ như tại Cerro de la Nebilna, một ngọn núi có mây bao phủ ở phía Nam Venezuela, là nhà của nhiều loài cây bụi, lan, thực vật ăn thịt chỉ hạn chế trong khu vực ngọn núi này.[15]
- Hệ động vật: Tính đặc hữu của động vật cũng rất cao. Tại Peru, hơn một phần ba trong tổng số 270 loài chim, động vật có vú, và ếch nhái được tìm thấy trong rừng sương mù.[15] Một trong các loài động vật có vú được biết đến nhiều nhất trong rừng sương mù là khỉ đột núi (Gorilla b. beringei). Nhiều loài động vật đặc hữu có những chức năng quan trọng, chẳng hạn như phát tán hạt và ảnh hưởng đến động lực rừng trong những hệ sinh thái này.[4]

## Tình hình hiện tại

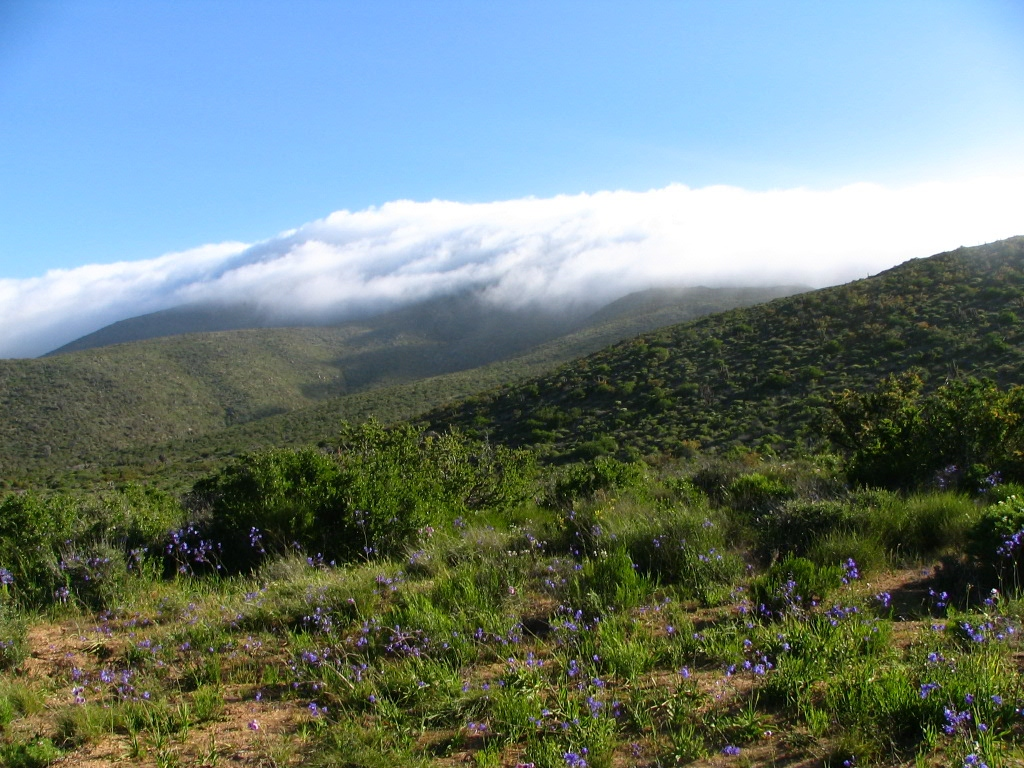
Hơi ẩm từ biển là điều sống còn đối với rừng sương mù trong Vườn quốc gia Bosque de Fray Jorge, bị bao quanh bởi khu vực rìa khô cằn phía nam của hoang mạc Atacama.

Vào năm 1970, phạm vi ban đầu của rừng sương mù trên Trái Đất là khoảng 50 triệu hecta. Sự tăng dân số, đói nghèo và việc sử dụng đất không kiểm soát đã góp phần làm mất đi rừng sương mù. Năm 1990, Khảo sát rừng toàn cầu tìm thấy rằng 1,1% rừng nhiệt đới miền núi và cao nguyên bị mất đi mỗi năm, cao hơn bất kỳ loại rừng nhiệt đới nào khác. Ở Colombia, một trong những quốc gia với diện tích rừng sương mù lớn nhất, chỉ có khoảng 10 – 20% diện tích rừng sương mù ban đầu là còn lại. Các khu vực quan trọng đã bị chuyển thành đồn điền, hoặc sử dụng trong nông nghiệp và đồng cỏ. Các loại cây trồng quan trọng ở các vùng rừng miền núi bao gồm trà và cà phê, và việc khai thác các loại gỗ quý gây ra những thay đổi đối với cấu trúc rừng.
Vào năm 2004, khoảng một phần ba diện tích tất cả các khu rừng sương mù trên Trái Đất được bảo vệ.

## Ảnh hưởng đến sự biến đối khí hậu
Bởi vì sự phụ thuộc mạnh vào khí hậu khu vực, các khu rừng sương mù sẽ bị ảnh hưởng nghiêm trọng bởi sự biến đổi khí hậu toàn cầu. Các kết quả cho thấy rằng phạm vi của các khu vực có môi trường phù hợp cho rừng sương mù ở Mexico sẽ giảm mạnh vào 70 năm tiếp theo. Nhiều kiểu khí hậu cho mây ở độ cao thấp sẽ bị giảm đi, có nghĩa là khí hậu thuận lợi cho những môi trường sống trong rừng sương mù sẽ tăng theo độ cao. Liên kết với sự suy giảm hơi ẩm trong mây và sự tăng nhiệt độ, vòng tuần hoàn nước sẽ thay đổi, và cả hệ sẽ trở nên khô. Điều này sẽ dẫn tới sự héo úa và chết ở các loài thực vật biểu sinh, là những loài mà phụ thuộc vào độ ẩm cao. Các loài ếch và thằn lằn được cho là có thể chịu được sự khô hạn tăng dần. Các tính toán cho thấy sự mất đi rừng sương mù ở Mexico sẽ dẫn tới sự tuyệt chủng của 37 loài có xương sống ở đó. Ngoài ra, sự thay đổi khí hậu có thể gây ra nhiều cơn bão, có thể tăng thiệt hại đến các khu rừng sương mù vùng núi. Nói chung, kết quả của sự biến đổi khí hậu sẽ là sự mất đi tính đa dạng hóa, thay đổi theo độ cao ở các loài và sự xáo trộn quần thể, và ở một số khu vực là sự mất đi hoàn toàn rừng sương mù.

## Ở các vườn bách thảo
Các điều kiện ở rừng sương mù là khó và tốn kém để có thể tái tạo ở trong nhà kính bởi vì cần phải duy trì một độ ẩm rất cao. Việc này thường rất tốn kém vì cũng phải duy trì nhiệt độ cao luôn, và nhiệt độ cao kết hợp với độ ẩm cao đòi hỏi sự tuần hoàn không khí tốt, hoặc là nấm và tảo sẽ phát triển. Những nơi trưng bày này thường khá nhỏ, nhưng cũng có những ngoại lệ đáng chú ý. Trong nhiều năm, Vườn bách thảo Singapore đã có một cái gọi là nhà kính, trong khi khu vườn Garden by the Bay mới mở (2012) thì nổi bật hơn với khu nhà kính 0,8 hecta (2,0 mẫu) với tên gọi đơn giản là "Rừng sương mù". Trong này có một ngọn núi nhân tạo cao 42 m (138 ft) được bao phủ bởi các loại thực vật biểu sinh chẳng hạn như các loài lan, dương xỉ, thạch tùng, cây họ dứa và các loài khác. Nơi đây cũng triển lãm về mối đe dọa đến hệ sinh thái rừng sương mù bởi sự ấm lên toàn cầu.